# Jesper Lundgaard
Jesper Lundgaard (* 12. Juni 1954 in Hillerød) ist ein dänischer Bassist des Modern Jazz.

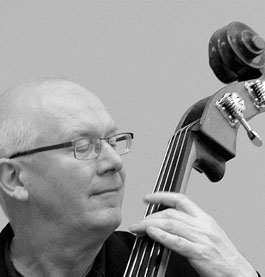
Jesper Lundgaard

## Leben und Wirken
Lundgaard studierte in Aarhus und spielte im dortigen Jazzclub mit gastierenden amerikanischen Musikern wie Roy Eldridge, Eddie Lockjaw Davis, Harry Sweets Edison und Jimmy Raney. 1978 wurde er Mitglied der Thad Jones/Mel Lewis Big Band und tourte mit ihr durch Europa. 1979 zog er nach Kopenhagen und arbeitete im Jazzhus Montmartre. 1992 gehörte er zur Gruppe von Svend Asmussen. 1999 bildete er mit Bob Rockwell das Repertoire Quartet und nahm sechs Alben auf; 2001 formierte er das Jesper Lundgaard Trio, mit dem er die Alben „Celluloid“, „Sculping“ und „Plays Cornelis“ einspielte. 2013 folgte das Album „Love and Peace: The Music of Horace Parlan“. Seinen 60. Geburtstag feierte er in einem Konzert mit Enrico Pieranunzi und Alex Riel (60 Out of Shape).
Außerdem war er an über 200 Plattenaufnahmen als Sideman beschäftigt, in den 1980er Jahren bei Benny Carter sowie Teddy Wilson bei deren Sessions in Skandinavien, Chet Baker, Paul Bley, Eddie Lockjaw Davis, Horace Parlan, Frank Foster, Warne Marsh, Kirk Lightsey („Isotope“, 1983), Bernt Rosengren, Michal Urbaniak, Ernie Wilkins und Jimmy Raney, bei dessen Album „The Master“ er 1983 mitwirkte. In den 1990er Jahren war er außerdem an Aufnahmen von Tommy Flanagan („Let’s“ auf Enja), Lee Konitz, Arne Domnérus, Jesper Thilo und Alex Riel, schließlich 2001 von Thomas Clausen beteiligt. Lundgaard arbeitet außerdem als Toningenieur, hat ein eigenes Aufnahmestudio und produziert Verstärker für Bass und Gitarre.

## Auszeichnungen und Preise

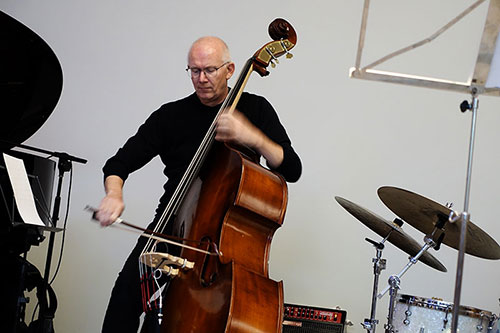
Jesper Lundgaard (2015)

Lundgaard erhielt 1982 den Ben-Webster-Preis und 1992 den JASA-Preis.